# Лапел (Індіана)
Лапел (англ. Lapel) — місто (англ. town) в США, в окрузі Медісон штату Індіана. Населення — 2325 осіб (2020).

## Географія
Лапел розташований за координатами 40°3′57″ пн. ш. 85°50′47″ зх. д. / 40.06583° пн. ш. 85.84639° зх. д. (40.065861, -85.846256).  За даними Бюро перепису населення США в 2010 році місто мало площу 3,57 км², уся площа — суходіл. В 2017 році площа становила 26,78 км², уся площа — суходіл.

## Демографія
Згідно з переписом 2010 року, у місті мешкало 2068 осіб у 803 домогосподарствах у складі 578 родин. Густота населення становила 579 осіб/км².  Було 850 помешкань (238/км²).
Расовий склад населення:
| - 97,7 % — білих - 0,3 % — корінних американців - 0,2 % — чорних або афроамериканців - 0,2 % — азіатів |

До двох чи більше рас належало 1,3 %. Частка іспаномовних становила 0,8 % від усіх жителів.
За віковим діапазоном населення розподілялося таким чином: 27,9 % — особи молодші 18 років, 59,7 % — особи у віці 18—64 років, 12,4 % — особи у віці 65 років та старші. Медіана віку мешканця становила 37,3 року. На 100 осіб жіночої статі у місті припадало 93,5 чоловіків;  на 100 жінок у віці від 18 років та старших — 90,1 чоловіків також старших 18 років.
Середній дохід на одне домашнє господарство  становив 55 909 доларів США (медіана — 44 028), а середній дохід на одну сім'ю — 72 019 доларів (медіана — 56 198). Медіана доходів становила 41 058 доларів для чоловіків та 34 003 долари для жінок. За межею бідності перебувало 11,0 % осіб, у тому числі 12,1 % дітей у віці до 18 років та 9,8 % осіб у віці 65 років та старших.
Цивільне працевлаштоване населення становило 930 осіб. Основні галузі зайнятості: освіта, охорона здоров'я та соціальна допомога — 26,1 %, виробництво — 13,4 %, мистецтво, розваги та відпочинок — 10,3 %, роздрібна торгівля — 10,1 %.